# Otto Karl Berg
Otto Karl Berg, auch Otto Carl Berg (* 18. August 1815 in Stettin; † 20. November 1866 in Berlin) war ein deutscher Botaniker und Pharmakognost. Sein offizielles botanisches Autorenkürzel lautet „O.Berg“; früher war auch das Kürzel „O.C.Berg“ in Gebrauch.

## Leben und Wirken
Berg wurde als Sohn eines Arztes in Stettin geboren. Nach dem Tod seiner Eltern kam er als Apothekerlehrling nach Demmin. 1838 ging er zu einem pharmazeutischen Studium nach Berlin, das er nach zwei Semestern mit dem Examen beendete. Er holte das Abitur nach und begann 1842 ein Studium an der Friedrich-Wilhelms-Universität zu Berlin, wo er 1848 zum Dr. phil. promoviert wurde und sich 1849 in Botanik und Pharmakognosie habilitierte. 1848 heiratete er Caroline Albertine Florentine Witthaus, mit der er sechs Kinder hatte. 
In Berlin wurde er 1850 Privatdozent, 1856 Mitglied der Oberexaminationskommission und 1862 außerordentlicher Professor. Berg gilt als einer der größten Pharmakognosten seiner Zeit und als Begründer der Pharmakoanatomie. In der Botanik beschäftigte Berg sich hauptsächlich mit Arzneipflanzen. Daneben waren die Myrtengewächse eines seiner Forschungsgebiete. Einige Erstbeschreibungen stammen von ihm, so 1856 die später von Carl Burret in Acca sellowiana (Brasilianische Guave) umbenannte Orthostemon sellowianus. 
Berg starb im Jahre 1866 an einer Lungenkrankheit. 

## Schriften
- Handbuch der Pharmazeutischen Botanik (1845)
- Handbuch der Pharmazeutischen Botanik Nitze, Berlin 2. Aufl. 1850 Digitalisierte Ausgabe der Universitäts- und Landesbibliothek Düsseldorf
  - 2. Aufl. Nitze, Berlin 1850 Band 1 als Digitalisierte Ausgabe der Universitäts- und Landesbibliothek Düsseldorf
- Charakteristik der für die Arzneikunde und Technik wichtigsten Pflanzengenera in Illustrationen nebst erläuterndem Text. Plahn, Berlin 1845 Digitalisierte Ausgabe der Universitäts- und Landesbibliothek Düsseldorf
- Zusammen mit Carl Friedrich Schmidt (1811–1890): Darstellung und Beschreibung sämmtlicher in der Pharmacopoea Borussica aufgeführten offizinellen Gewächse oder der Theile und Rohstoffe, welche von ihnen in Anwendung kommen, nach natürlichen Familien. Förstner, Leipzig, 
  - Band 1 (1858) (Digitalisat)
  - Band 2 (1859) (Digitalisat)
  - Band 3 (1861) (Digitalisat)
  - Band 4 (1863) (Digitalisat)
  - Gesamtregister in Band 4, S. V–VI (Digitalisat)
- Revisio Myrtacearum Americae hue usque cognitarum s. Kloizschii "Flora Americae aequinoetialis" exhibens Myriaceas. In: Linnaea. Ein Journal für die Botanik in ihrem ganzen Umfange. Band 27, 1854, S. 1–472 (biodiversitylibrary.org).
- Revision Myrtacearum Americae hucusque cognitarum (1855)
- Flora Brasiliensis Myrtographia... (1855)
- Pharmazeutische Waarenkunde. Gaertner, Berlin 1857 - 
  - 1. Pharmakognosie des Pflanzenreichs. 3., völlig umgearb. und verm. Aufl.1863
  - 2. Pharmakognosie des Thierreichs. 1858
- Pharmakognosie des Pflanzen- und Thierreichs. Gaertner, Berlin 5. Aufl. / neu bearb. von August Garcke, 1879 Digitalisierte Ausgabe der Universitäts- und Landesbibliothek Düsseldorf
- Anatomischer Atlas zur pharmazeutischen Warenkunde (1865)
- Die Chinarinden der pharmakognostischen Sammlung (1865)
- Atlas der officinellen Pflanzen : Darstellung und Beschreibung der im Arzneibuche für das Deutsche reich erwähnten Gewächse Felix, Leipzig 1893 (Digitalisat)
  - 4. Die Monocotyledoneen, Gymnospermen und Kryptogamen. 1902